# Jan Verlinden
Jan Verlinden (* 8. März 1977 in Mechelen) ist ein ehemaliger belgischer Fußballspieler.

## Karriere

### Verein
Verlinden begann seine Karriere beim SV Aartselaar, dann KV Mechelen und 1995 wechselte er weiter zum FC Brügge, wo er am 20. August 1995 im Heimspiel gegen SV Zulte Waregem sein Debüt feierte. Im Frühjahr 1997 kehre er von FC Brügge zurück zum KV Mechelen und feierte am 20. April 1997 sein Profi-Debüt für seinen ehemaligen Jugendverein KV Mechelen gegen Eendracht Aalst. Nach der Saison stieg er mit Mechelen ab und wurde hier zum Leistungsträger. Im Sommer 1999 verließ er Mechelen und wechselte ins Nachbarland zum FC Twente Enschede. In den Niederlanden kam er in eineinhalb Jahren nur auf 12 Einsätze und kehrte im Januar 2001 zurück nach Belgien, wo er für den SK Lierse unterschrieb. Er kam bis zum Saisonende auf 7 Einsätze und wechselte im Sommer 2001 zu Eendracht Aalst. Verlinden spielte in der Saison 24 Spiele und wechselte im Juni 2002 zu KV Mechelen. Er spielte nach seiner Rückkehr vier Jahre in Mechelen und wechselte 2007 zum SK Kampenhout in die Eerste Provinciale. Es folgten weitere Stationen beim SV Aartselaar, erneut SK Kampenhout und zum Karriereende KSV Schriek.

### Nationalmannschaft
Verlinden kam zwanzig mal für diverse Jugendteams von Belgien zum Einsatz. Er wurde aber nie für die A-Nationalmannschaft nominiert.

## Privates
Von 1998 bis 2004 studierte Verlinden Sport auf Lehrbasis an der Katholieke Universiteit Leuven.